# Serie A 1981-1982 (rugby a 15)
La serie A 1981-82 fu il 52º campionato nazionale italiano di rugby a 15 di prima divisione.
Si tenne dal 4 ottobre 1981 al 9 maggio 1982 tra 16 squadre con una formula inedita in tre fasi basata su accessi diretti alle fasi successive e ripescaggi.
Mentre tra prima e seconda fase ciascuna squadra disputò 12 incontri (6 per fase), in fase finale le squadre impegnate per lo scudetto disputarono ulteriori 10 match, laddove quelle impegnate per la salvezza ne disputarono 8 ciascuna; si trattò una formula, mai più riproposta in seguito, che suscitò perplessità già dalla sua presentazione.
Nel campionato successivo fu semplificata con due gironi di prima fase e due di fase finale.
Campione d'Italia si confermò L’Aquila, al suo quarto scudetto, secondo consecutivo; a retrocedere furono invece Brescia (che in prima fase si era qualificata direttamente alla fase d'Eccellenza), Livorno, Frascati e Rieti, alla sua prima presenza in serie A.
Tra gli altri fatti di interesse statistico, si registra il terzo posto dell'Amatori Catania, miglior risultato in campionato della squadra siciliana, e l'esordio in serie A del Benevento; dal punto di vista commerciale, infine, si registrano 13 squadre su 16 con un contratto di sponsorizzazione, proporzione mai realizzatasi in precedenza.

## Squadre partecipanti e sponsor
- Amatori Catania
- L’Aquila (Scavolini)
- Benetton
- Benevento (Imeva)
- Brescia (Italcase)
- Casale (Americanino)
- Frascati (Ferrarelle)
- Livorno (Bandridge)

- Rugby Milano (MAA Assicurazioni)
- Noceto (Ceci)
- Parma
- Petrarca
- Rugby Roma (Tuttopanella)
- Rieti (Texas Instruments)
- Rovigo (Sanson)
- San Donà (Fracasso)

## Formula
Il torneo fu diviso in tre fasi, rispettivamente prima fase, seconda fase e fase finale (quest'ultima deputata a designare la squadra campione d'Italia e le retrocedende).
Le prime due fasi furono a quattro gironi, la fase finale previde un girone-scudetto a 6 squadre e due gironi-salvezza da 5 squadre ciascuno.
- Prima fase: le squadre furono ripartite in quattro gironi da quattro squadre ciascuno, da A a D. Le prime due classificate di ogni girone accedettero in seconda fase di Eccellenza, le ultime due alla seconda fase di recupero;
- Seconda fase: composta di quattro gironi di quattro squadre ciascuno, così formati:
  - Girone Eccellenza A: prima classificata dei gironi A e C e seconda classificata dei gironi B e D di prima fase;
  - Girone Eccellenza B: prima classificata dei gironi B e D e seconda classificata dei gironi A e C di prima fase;
  - Girone recupero A: terza classificata dei gironi A e C e quarta classificata dei gironi B e D di prima fase;
  - Girone recupero B: terza classificata dei gironi B e D e quarta classificata dei gironi A e C di prima fase.
- Fase finale: composta di tre gironi così formati:
  - Poule scudetto (6 squadre): prime due classificate di ogni girone di Eccellenza più la prima classificata di ogni girone di recupero;
  - Poule salvezza (5 squadre per girone): ultime due classificate di ogni girone di Eccellenza più le ultime tre di ogni girone di recupero, secondo la seguente composizione:
    - Poule salvezza 1: terza classificata del girone di Eccellenza A, quarta del girone di Eccellenza B, seconda e quarta classificata del girone di recupero A e quarta classificata del girone di recupero B;
    - Poule salvezza 2: quarta classificata del girone di Eccellenza A, terza del girone di Eccellenza B, terza classificata del girone di recupero A e seconda e quarta del girone di recupero B.

Alla fine di tale fase finale, la prima classificata della Poule scudetto si aggiudicò il titolo di campione d'Italia, le ultime due di ciascuna Poule salvezza retrocedettero in serie B. Fu previsto spareggio in caso di arrivo di più squadre a pari punti per una posizione disponibile.

## Prima fase

### Girone A
|       | Girone A            |       |
| ----- | ------------------- | ----- |
| 15-14 | Milano — San Donà   | 12-12 |
| 9-3   | Noceto — L'Aquila   | 6-59  |
| 51-7  | L'Aquila — Milano   | 53-0  |
| 15-9  | Noceto — San Donà   | 15-6  |
| 6-18  | San Donà — L'Aquila | 9-41  |
| 16-0  | Milano — Noceto     | 0-40  |

#### Classifica
|  |    | Squadra      | G | V | N | P | PF  | PS  | Pt |
|  | -- | ------------ | - | - | - | - | --- | --- | -- |
|  | 1. | L’Aquila     | 6 | 5 | 0 | 1 | 225 | 37  | 10 |
|  | 2. | Noceto       | 6 | 4 | 0 | 2 | 85  | 93  | 8  |
|  | 3. | Rugby Milano | 6 | 2 | 1 | 3 | 50  | 170 | 5  |
|  | 4. | San Donà     | 6 | 0 | 1 | 5 | 56  | 116 | 1  |

### Girone B
|       | Girone B           |       |
| ----- | ------------------ | ----- |
| 12-22 | Brescia — Petrarca | 16-19 |
| 22-0  | Casale — Livorno   | 11-16 |
| 3-26  | Livorno — Petrarca | 7-39  |
| 27-6  | Brescia — Casale   | 9-7   |
| 39-3  | Petrarca — Casale  | 27-15 |
| 12-28 | Livorno — Brescia  | 3-7   |

#### Classifica
|  |    | Squadra  | G | V | N | P | PF  | PS  | Pt |
|  | -- | -------- | - | - | - | - | --- | --- | -- |
|  | 1. | Petrarca | 6 | 6 | 0 | 0 | 172 | 56  | 12 |
|  | 2. | Brescia  | 6 | 4 | 0 | 2 | 99  | 71  | 8  |
|  | 3. | Casale   | 6 | 1 | 0 | 5 | 64  | 119 | 2  |
|  | 4. | Livorno  | 6 | 1 | 0 | 5 | 41  | 133 | 2  |

### Girone C
|       | Girone C                           |       |
| ----- | ---------------------------------- | ----- |
| 19-22 | Amatori Catania - Benetton Treviso | 11-23 |
| 18-8  | Benevento - Frascati               | 22-18 |
| 37-6  | Benetton Treviso - Benevento       | 37-6  |
| 6-10  | Frascati - Amatori Catania         | 4-20  |
| 12-19 | Frascati - Benetton Treviso        | 0-31  |
| 27-16 | Amatori Catania - Benevento        | 18-16 |

#### Classifica
|  |    | Squadra         | G | V | N | P | PF  | PS  | Pt |
|  | -- | --------------- | - | - | - | - | --- | --- | -- |
|  | 1. | Benetton        | 6 | 6 | 0 | 0 | 169 | 54  | 12 |
|  | 2. | Amatori Catania | 6 | 4 | 0 | 2 | 105 | 87  | 8  |
|  | 3. | Benevento       | 6 | 2 | 0 | 4 | 88  | 145 | 4  |
|  | 4. | Frascati        | 6 | 0 | 0 | 6 | 48  | 120 | 0  |

### Girone D
|       | Girone D            |       |
| ----- | ------------------- | ----- |
| 47-13 | Rovigo - Rugby Roma | 16-16 |
| 0-29  | Rieti - Parma       | 10-27 |
| 47-6  | Rovigo - Rieti      | 27-12 |
| 12-37 | Rugby Roma - Parma  | 3-31  |
| 15-15 | Parma - Rovigo      | 19-34 |
| 16-16 | Rieti - Rugby Roma  | 7-34  |

#### Classifica
|  |    | Squadra    | G | V | N | P | PF  | PS  | Pt |
|  | -- | ---------- | - | - | - | - | --- | --- | -- |
|  | 1. | Rovigo     | 6 | 5 | 1 | 0 | 186 | 71  | 11 |
|  | 2. | Parma      | 6 | 4 | 1 | 1 | 158 | 74  | 9  |
|  | 3. | Rugby Roma | 6 | 1 | 1 | 4 | 84  | 154 | 3  |
|  | 4. | Rieti      | 6 | 0 | 1 | 5 | 51  | 180 | 0  |

## Seconda fase

### Eccellenza

#### Girone A
|       | Eccellenza - Girone A       |       |
| ----- | --------------------------- | ----- |
| 13-13 | Brescia - Benetton Treviso  | 9-28  |
| 10-6  | Parma - L'Aquila            | 9-16  |
| 13-6  | L'Aquila - Benetton Treviso | 9-16  |
| 12-15 | Parma - Brescia             | 3-13  |
| 9-19  | Brescia - L'Aquila          | 12-26 |
| 17-10 | Benetton Treviso - Parma    | 12-6  |

##### Classifica
|  |    | Squadra  | G | V | N | P | PF | PS  | Pt |
|  | -- | -------- | - | - | - | - | -- | --- | -- |
|  | 1. | Benetton | 6 | 4 | 1 | 1 | 95 | 60  | 9  |
|  | 2. | L’Aquila | 6 | 4 | 0 | 2 | 89 | 65  | 8  |
|  | 3. | Brescia  | 6 | 2 | 1 | 3 | 62 | 101 | 5  |
|  | 4. | Parma    | 6 | 1 | 0 | 5 | 50 | 79  | 2  |

#### Girone B
|       | Eccellenza - Girone B      |       |
| ----- | -------------------------- | ----- |
| 30-4  | Petrarca - Noceto          | 27-7  |
| 21-18 | Amatori Catania - Rovigo   | 0-25  |
| 9-7   | Amatori Catania - Petrarca | 7-28  |
| 25-10 | Rovigo - Noceto            | 21-9  |
| 7-7   | Noceto - Amatori Catania   | 0-7   |
| 7-15  | Petrarca - Rovigo          | 14-18 |

##### Classifica
|  |    | Squadra         | G | V | N | P | PF  | PS  | Pt |
|  | -- | --------------- | - | - | - | - | --- | --- | -- |
|  | 1. | Rovigo          | 6 | 5 | 0 | 1 | 122 | 61  | 10 |
|  | 2. | Amatori Catania | 6 | 3 | 1 | 2 | 51  | 85  | 7  |
|  | 3. | Petrarca        | 6 | 3 | 0 | 3 | 113 | 61  | 6  |
|  | 4. | Noceto          | 6 | 0 | 1 | 5 | 37  | 107 | 1  |

### Recupero

#### Girone A
|       | Recupero - Girone A |      |
| ----- | ------------------- | ---- |
| 15-14 | Benevento - Livorno | 7-3  |
| 6-16  | Rieti - Milano      | 0-22 |
| 27-6  | Milano - Livorno    | 24-0 |
| 4-0   | Rieti - Benevento   | 7-20 |
| 21-13 | Livorno - Rieti     | 3-21 |
| 14-9  | Benevento - Milano  | 6-24 |

##### Classifica
|  |    | Squadra      | G | V | N | P | PF  | PS  | Pt |
|  | -- | ------------ | - | - | - | - | --- | --- | -- |
|  | 1. | Rugby Milano | 6 | 5 | 0 | 1 | 122 | 32  | 10 |
|  | 2. | Benevento    | 6 | 4 | 0 | 2 | 62  | 61  | 8  |
|  | 3. | Rieti        | 6 | 2 | 0 | 4 | 51  | 82  | 4  |
|  | 4. | Livorno      | 6 | 1 | 0 | 5 | 47  | 107 | 2  |

#### Girone B
|       | Recupero - Girone B   |      |
| ----- | --------------------- | ---- |
| 17-3  | Casale - Frascati     | 14-3 |
| 13-16 | Rugby Roma - San Donà | 3-23 |
| 12-14 | Casale - San Donà     | 6-23 |
| 15-3  | Frascati - Rugby Roma | 6-13 |
| 13-4  | San Donà - Frascati   | 7-23 |
| 9-3   | Rugby Roma - Casale   | 10-0 |

##### Classifica
|  |    | Squadra    | G | V | N | P | PF | PS | Pt |
|  | -- | ---------- | - | - | - | - | -- | -- | -- |
|  | 1. | San Donà   | 6 | 5 | 0 | 1 | 96 | 61 | 10 |
|  | 2. | Rugby Roma | 6 | 3 | 0 | 3 | 51 | 63 | 6  |
|  | 3. | Casale     | 6 | 2 | 0 | 4 | 52 | 62 | 4  |
|  | 4. | Frascati   | 6 | 2 | 0 | 4 | 54 | 67 | 4  |

## Poule salvezza

### Poule salvezza 1
|           | Poule salvezza 1    |       |
| --------- | ------------------- | ----- |
| 18-18     | Brescia - Noceto    | 3-13  |
| 16-9      | Livorno - Benevento | 0-9   |
| 16-6      | Benevento - Brescia | 3-32  |
| 25-9      | Casale - Livorno    | 10-7  |
| 9-7       | Noceto - Casale     | 16-7  |
| 15-19     | Livorno - Brescia   | 10-16 |
| 7-19      | Brescia - Casale    | 3-16  |
| 10-17     | Benevento - Noceto  | 19-9  |
| 28-12     | Noceto - Livorno    | 9-13  |
| 40-10     | Casale - Benevento  | 4-26  |
| spareggio | Benevento - Brescia | 11-4  |

#### Classifica
|               |    | Squadra   | G | V | N | P | PF  | PS  | Pt |
| ------------- | -- | --------- | - | - | - | - | --- | --- | -- |
|               | 1. | Noceto    | 8 | 5 | 1 | 2 | 111 | 89  | 11 |
|               | 2. | Casale    | 8 | 5 | 0 | 3 | 128 | 87  | 10 |
|               | 3. | Benevento | 8 | 4 | 0 | 4 | 102 | 124 | 8  |
| Retrocessione | 4. | Brescia   | 8 | 4 | 0 | 4 | 104 | 102 | 8  |
| Retrocessione | 5. | Livorno   | 8 | 2 | 0 | 6 | 82  | 125 | 4  |

### Poule salvezza 2
|       | Poule salvezza 2      |       |
| ----- | --------------------- | ----- |
| 13-3  | Parma - Rugby Roma    | 18-13 |
| 27-0  | Petrarca - Frascati   | 31-11 |
| 6-12  | Rieti - Rugby Roma    | 9-27  |
| 0-8   | Frascati - Parma      | 6-36  |
| 4-26  | Rieti - Parma         | 4-56  |
| 10-13 | Rugby Roma - Petrarca | 6-26  |
| 0-11  | Parma - Petrarca      | 12-4  |
| 23-18 | Frascati - Rieti      | 17-7  |
| 19-13 | Rugby Roma - Frascati | 19-10 |
| 65-4  | Petrarca - Rieti      | 32-12 |

#### Classifica
|               |    | Squadra    | G | V | N | P | PF  | PS  | Pt |
| ------------- | -- | ---------- | - | - | - | - | --- | --- | -- |
|               | 1. | Petrarca   | 8 | 7 | 0 | 1 | 209 | 55  | 14 |
|               | 2. | Parma      | 8 | 7 | 0 | 1 | 179 | 41  | 14 |
|               | 3. | Rugby Roma | 8 | 4 | 0 | 4 | 109 | 108 | 8  |
| Retrocessione | 4. | Frascati   | 8 | 2 | 0 | 6 | 80  | 165 | 4  |
| Retrocessione | 5. | Rieti      | 8 | 0 | 0 | 8 | 60  | 268 | 0  |

## Poule scudetto
|      | 1ª/6ª giornata            |       |
| ---- | ------------------------- | ----- |
| 40-7 | Benetton Treviso - Milano | 28-19 |
| 13-6 | Amatori Catania - Rovigo  | 14-12 |
| 6-25 | San Donà - L'Aquila       | 6-76  |
|      |                           |       |

|      | 4ª/9ª giornata                     |       |
| ---- | ---------------------------------- | ----- |
| 42-6 | L'Aquila - Milano                  | 30-22 |
| 25-7 | Rovigo - San Donà                  | 11-13 |
| 9-7  | Amatori Catania - Benetton Treviso | 6-20  |

|      | 2ª/7ª giornata             |      |
| ---- | -------------------------- | ---- |
| 56-0 | L'Aquila - Amatori Catania | 13-7 |
| 3-4  | Rovigo - Benetton Treviso  | 9-3  |
| 6-7  | Milano - San Donà          | 6-76 |
|      |                            |      |

|       | 5ª/10ª giornata             |       |
| ----- | --------------------------- | ----- |
| 34-10 | L'Aquila - Rovigo           | 41-7  |
| 3-4   | Milano - Amatori Catania    | 13-15 |
| 6-13  | San Donà - Benetton Treviso | 0-40  |

|       | 3ª/8ª giornata              |       |
| ----- | --------------------------- | ----- |
| 9-15  | Benetton Treviso - L'Aquila | 6-35  |
| 17-29 | Milano - Rovigo             | 7-41  |
| 29-4  | San Donà - Amatori Catania  | 12-21 |

### Classifica
|  |    | Squadra         | G  | V  | N | P  | PF  | PS  | Pt |
|  | -- | --------------- | -- | -- | - | -- | --- | --- | -- |
|  | 1. | L’Aquila        | 10 | 10 | 0 | 0  | 367 | 83  | 20 |
|  | 2. | Benetton        | 10 | 6  | 0 | 4  | 170 | 109 | 12 |
|  | 3. | Amatori Catania | 10 | 6  | 0 | 4  | 93  | 161 | 12 |
|  | 4. | Rovigo          | 10 | 4  | 0 | 6  | 153 | 153 | 8  |
|  | 5. | San Donà        | 10 | 4  | 0 | 6  | 112 | 232 | 8  |
|  | 6. | Rugby Milano    | 10 | 0  | 0 | 10 | 110 | 262 | 0  |

## Verdetti
- L’Aquila: campione d'Italia
- Brescia, Livorno, Frascati e Rieti: retrocesse in serie B